# Vehicle 19
Vehicle 19 è un film del 2013 diretto da Mukunda Michael Dewil.

## Trama
Michael Woods (Paul Walker) viene coinvolto a sua insaputa nel trasporto di un testimone in un processo contro un'associazione criminale. L'uomo dovrà combattere la polizia corrotta e i delinquenti che vogliono mettere a tacere il testimone.